# Принг
Принг (кхмер. កោះព្រីង) — небольшой остров, расположенный в Сиамском заливе в 64 километрах от побережья Камбоджи. Название острова было дано французами и происходит от (кхмер. ព្រីង) — джамболан, фрукта произрастающего на острове. Остров входит в группу так называемых «Дальних островов» и официально считается необитаемым. Ввиду близкого расположения Принга к нейтральным водам, на нём расположена военная база Королевского военно-морского флота Камбоджи. Наряду с островами Дамлонг, Вай, Муй и Пий — Принг был арендован российским предпринимателем Сергеем Полонским для создания проекта «Архипелаг» и развития туризма на островах Камбоджи.

## География
Остров размером всего лишь 700 м² сложен коренными породами и практически полностью покрыт густыми джунглями. В южной части острова расположена бухта и небольшой пляж. Вместе с островами Донг и Трангол остров образует небольшой архипелаг.
Непроходимые джунгли острова являются идеальной средой обитания для большого разнообразия эндемичных видов флоры и фауны. В начале весны к острову приплывают китовые акулы. Это время года является идеальным для любителей дайвинга.